# Chiefland
Chiefland és una població dels Estats Units a l'estat de Florida. Segons el cens del 2000 tenia 1.993 habitants.

## Demografia
Segons el cens del 2000, Chiefland tenia 1.993 habitants, 796 habitatges, i 511 famílies. La densitat de població era de 196,8 habitants per km².
Dels 796 habitatges en un 35,7% hi vivien nens de menys de 18 anys, en un 36,1% hi vivien parelles casades, en un 23,4% dones solteres, i en un 35,8% no eren unitats familiars. En el 32,2% dels habitatges hi vivien persones soles el 15,5% de les quals corresponia a persones de 65 anys o més que vivien soles. El nombre mitjà de persones vivint en cada habitatge era de 2,45 i el nombre mitjà de persones que vivien en cada família era de 3,05.
Per edats la població es repartia de la següent manera: un 31,3% tenia menys de 18 anys, un 9% entre 18 i 24, un 22,8% entre 25 i 44, un 20% de 45 a 60 i un 16,9% 65 anys o més.
L'edat mediana era de 34 anys. Per cada 100 dones de 18 o més anys hi havia 71,3 homes.
La renda mediana per habitatge era de 17.331 $ i la renda mediana per família de 23.750 $. Els homes tenien una renda mediana de 25.000 $ mentre que les dones 19.792 $. La renda per capita de la població era de 10.676 $. Entorn del 33,3% de les famílies i el 36,8% de la població estaven per davall del llindar de pobresa.

## Poblacions més properes
El següent diagrama mostra les poblacions més properes.